# Спиридон Шпиро Боцарић
Спиридон Шпиро Боцарић (Будва, 24. мај 1876 — Логор Јадовно, 19. јул 1941) био је српски сликар. Убијен је од стране Усташа током Геноцида над Србима у Другом свјетском рату.

## Биографија
Спиридон је као и старији брат Анастас рођен у Будви, 1876. године. Завршио је грађанску школу у родном месту, и са 11 година почео да се интересује за уметност. Био је он сликар, те дугогодишњи управник Музеја Врбаске бановине у Бањој Луци и један од зачетника филмске продукције у овом дијелу данашње Републике Српске. Упоредо са сликарством занимао се за етнографију, нумизматику, палеонтологију, минерологију, а посебно фотографију.
Прве поуке из сликарства добио је у детињству од старијег брата Анастаса, тада студента уметничке академије у Грчкој. Када је завршио 6. разреда Грађанске школе отишао је код брата Атанаса на Цетиње. Ту је упознао руског професора Василија Соколова, који ће му дати велику подршку. Тако је Шпиро пресликавао неке слике, уз професоров надзор. Били су то уметнички призори из Млетака (Венеције), који су добро пресликани и били примећени. Младић је успео да прода два рада, а купци су били Бачвани у црногорском поданству: др Симоновић књажев лекар као и славни песник др Лаза Костић. Костић је покушао али без успеха, да младом уметнику обезбеди стипендију од манастира Крушедола. Са братом Атанасом се затим одселио у Загреб, где су заједно провели две и по године. Из Загреба се упутио у "Млетке", да студира сликарство, али се није могао одмах уписати. Провео је најпре годину дана у атељеу познатог италијанског "теоретичара и естетичара" проф. Риналдија. Радом у том атељеу стекао је право да се може уписати на студије, што је и успео положивши два испита. Школовао се затим Шпиро у Венецији на тамошњој академији - "Краљевском заводу за лепе вештине". Док је усавршавао дар за сликарство злопатио се радећи карикатуре за тамошње шаљиве листове или украшавањем зидова "кабареа". Успео је младић да прође Италију, посети градове са њиховим уметничким благом и тако стекне бољи укус. Сматран је за изврсног портретисту, представника Млетачке школе (сликања). Портрети су му се одликовали изванредном природношћу. Са друге стране његов иконопис показује припадност Флорентинској школи. Млађи Боцарић се 1897. године, настанио у Сарајеву, где се бави сликарством, у уском кругу  пријатеља. Боцарић је имао у ствари иконописачку фирму у Сарајеву, која је нудила своје иконе. Рекламирао се сликар 1900. године у "Српском сиону" као: "Шпиро Боцарић, академски сликар, Сарајево, Хргић улица број 26." Ради израде портрета одлазио је неколико пута у Мостар. До 1902. године завршио је иконостасе у неколико босанских сеоских цркава. Било је то православним храмовима у Нишићима, Јеловцу и Прибинићу.
Године 1903. Шпиро је постао уредник новог сарајевског месечног дечијег листа Илустровани Мали Свет". Лист није имао успеха јер је дао само три броја. Завршио је уметник 1905. године иконостас за нову православну цркву у Дрињачи.
Од 1897. до 1914. године живио је он у Сарајеву, а потом, до краја свог живота у Бањој Луци. Живећи у Бањалуци Боцарић се бавио и политиком; био је члан Прибићевићеве "Самосталне демократске странке" (1926). Шпиро је био директор Народног музеја у Бањалуци од оснивања 1930. године до Другог светског рата (1941). Одликован је 1940. године Орденом Св. Саве IV реда због заслуга као директор бањалучког бановинског музеја.
Убијен је и бачен у Шаранову јаму (у логору Јадовно) код Госпића 19. јулa 1941. године од стране усташа.

## Галерија
- Биста Шпире Боцарића, Музеј Републике Српске
- Кнегиња Зорка, Народни музеј у Нишу, 1883.
- Сарајево, 1909.
- Сарајево, 1909.
- Мостар, 1909.
- Девојке у народној ношњи, 1915.
- Петар Поповић Пеција
- На бунару
- Портрет Атанасија Шоле
- Босанско гробље
- Човјек са магарцем
- Српске сељанке
- Под џамијом